# ایمانلوها
ایمانلو طایفه‌ای است از ترکان افشار. طایفه ایمانلوها که به «عبدالملکی» معرفند، در ابیورد و دستگرد درگز سکونت داشتند. تعدادی از این طایفه، در زمان قاجاریان، از درگز به شمال شیراز رفتند و سپس به شهریار تهران مهاجرت کردند؛ و پس از ۳ سال آغا محمد خان قاجار، ایشان را به (نور) مازندران کوچانید و بعد از ۴۰ سال اقامت در آنجا، میرزا آقاخان نوری، صدراعظم ناصرالدین شاه، آنها را در سال ۱۲۷۵ه. ق به (داغ مرز) نزدیکی ساری انتقال داد. ایمانلوهای درگز، امروز در لطف آباد و محمدآباد درگز و مشهد پراکنده هستند، و اغلب در سازمان‌های دولتی به کار اشتغال دارند.